# Utulei Youth

Escudo anterior do clube

O Utulei Youth é um clube de futebol com sede em Utulei, na Samoa Americana. Atualmente disputa a FFAS National League, equivalente à primeira divisão nacional.
Na temporada de 2014, conquistou seu primeiro título da liga de forma invicta, e participará pela primeira vez da Liga dos Campeões da OFC, na edição de 2015–16 do torneio. Também ganhou a copa nacional, derrotando o Lion Heart por 2 a 1 na final.

## Títulos
- FFAS National League: 2014
- FFAS President's Cup: 2014[5]
- FFAS National Cup: 2014[6]